# Michael Schoettle
Michael Beaver Schoettle (Filadelfia, 7 de septiembre de 1936) es un deportista estadounidense que compitió en vela en la clase 5.5 Metre. Participó en los Juegos Olímpicos de Helsinki 1952, obteniendo una medalla de oro en la clase 5.5 Metre.

## Palmarés internacional
| Juegos Olímpicos | Juegos Olímpicos     | Juegos Olímpicos | Juegos Olímpicos |
| Año              | Lugar                | Medalla          | Clase            |
| ---------------- | -------------------- | ---------------- | ---------------- |
| 1952             | Helsinki (Finlandia) | Medalla de oro   | 5.5 Metre        |